# Reactor de grafito X-10

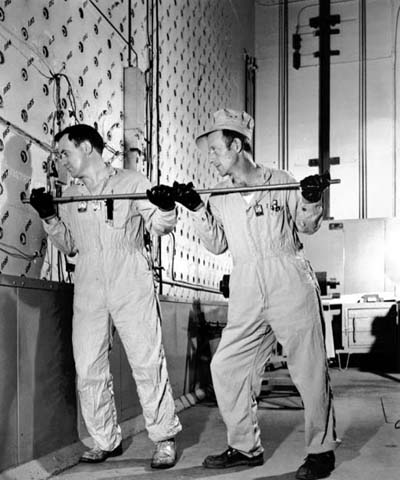
Dos operarios introducen una varilla para empujar las pastillas de uranio utilizadas como combustible nuclear.

El reactor de grafito X-10 situado en Laboratorio Nacional de Oak Ridge (Tennessee), antiguamente conocido como Clinton Pile y X-10 Pile, fue el segundo reactor nuclear en el mundo (después del Chicago Pile-1 de Enrico Fermi) y el primero en ser diseñado para operar continuamente.
Cuando el Presidente Roosevelt en diciembre de 1942 autorizó el Proyecto Manhattan, el emplazamiento de Oak Ridge en el este de Tennessee ya había sido obtenido y se habían diseñado los planes para una pila refrigerada por aire experimental, una planta piloto de separación química, y para sus instalaciones de apoyo. El Reactor de Grafito X-10, diseñado y construido en 10 meses, entró en funcionamiento el 4 de noviembre de 1943. El X-10 utilizaba los neutrones emitidos en la fisión nuclear del uranio-235 para convertir el uranio-238 en un nuevo elemento, el plutonio-239.
El reactor está formado en un enorme bloque de grafito, que mide 24 pies por cada lado, rodeado de varios pies de cemento de alta densidad como un escudo para la radiación. El bloque está atravesado por 1248 canales horizontales cortados con diamante en los cuales filas de lingotes cilíndricos uranio formaban largas barras. El aire de refrigeración circulaba a través de los canales por todos los lados de los lingotes. Después de un período de funcionamiento, los operadores colocaban nuevos lingotes en los canales desde la fachada de la pila y los lingotes irradiados caían por la pared posterior a través de una tolva a un cubo sumergido en agua. Después de varias semanas en el almacenaje bajo el agua, para permitir la disminución de la radiactividad, los lingotes se entregaban al edificio de separación química.
El Reactor de Grafito X-10 proporcionó al Laboratorio Nacional de Los Álamos las primeras cantidades significativas de plutonio. Los estudios de fisión de estas muestras procedentes del X-10 influenciaron grandemente el diseño de la bomba. La planta de separación química de X-10 también experimentó el proceso de fosfato de bismuto que fue utilizado en las instalaciones de separación a gran escala de Hanford. Finalmente, el X-10 proporcionó experiencia de incalculable valor a ingenieros, técnicos, operadores de reactores, y oficiales de seguridad que fueron trasladados a Hanford, Washington. Como Hito Histórico Nacional, la sala de control y la fachada del reactor son ahora accesibles al público.